# Abteil Nr. 6
Abteil Nr. 6 (Originaltitel Hytti nro 6, internationaler englischsprachiger Titel Compartment No. 6) ist ein Drama von Juho Kuosmanen, das im Juli 2021 bei den Internationalen Filmfestspielen von Cannes seine Premiere feierte und Ende März 2022 in die deutschen Kinos kam. Der Film basiert auf dem gleichnamigen Roman von Rosa Liksom. Compartment No. 6 wurde von Finnland als Beitrag für die Oscarverleihung 2022 in der Kategorie Bester Internationaler Film eingereicht.

## Handlung

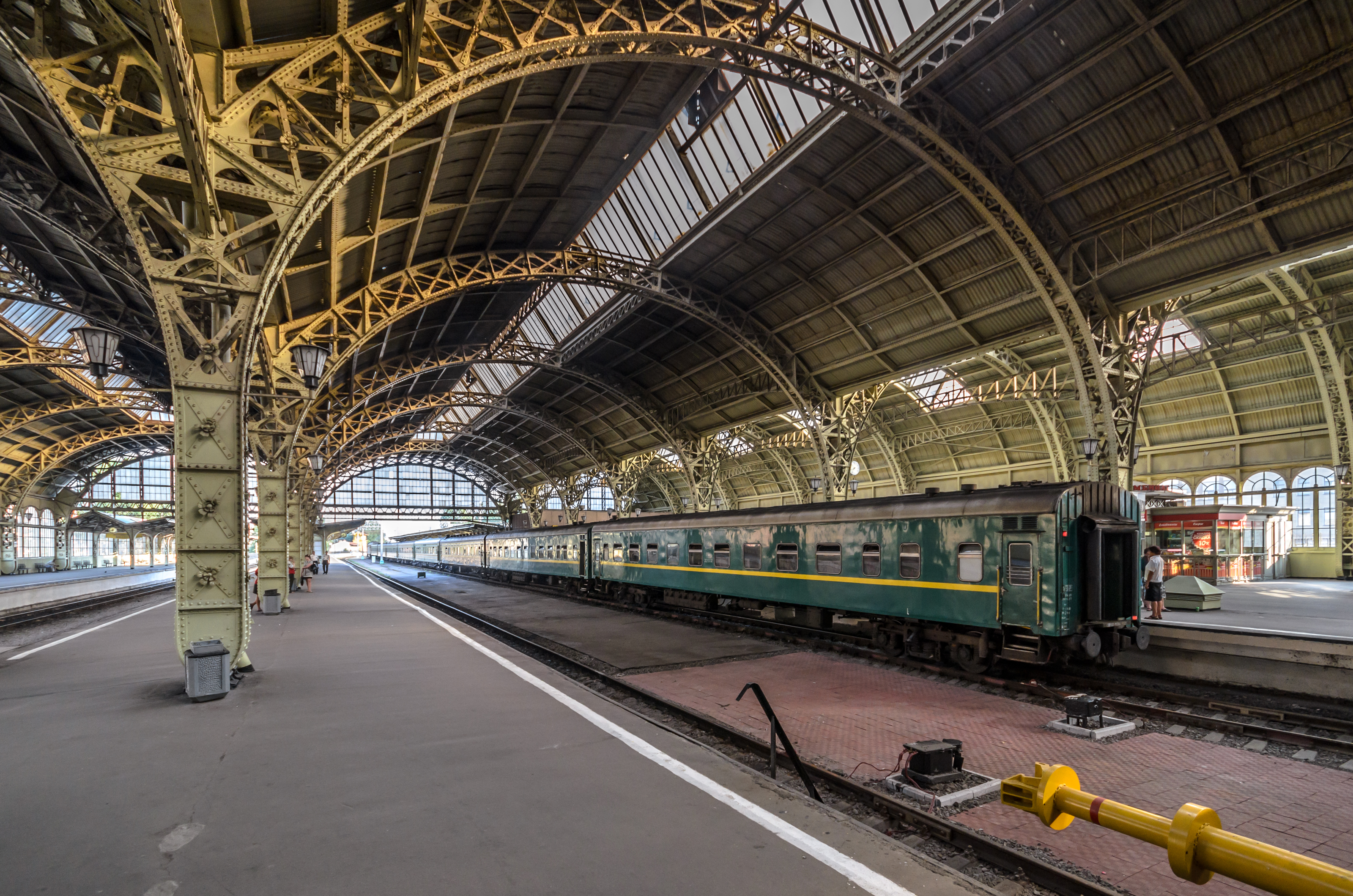
Einer der Drehorte: der Witebsker Bahnhof in Sankt Petersburg

Die Handlung spielt Ende der 1990er Jahre nach dem Zerfall der Sowjetunion in Russland. Die finnische Archäologiestudentin Laura lebt in Moskau in einem für sie faszinierenden intellektuellen Milieu. Sie hatte eigentlich mit ihrer Geliebten Irina eine Reise nach Murmansk geplant, um dort die neuentdeckten Kanosero-Petroglyphen zu besichtigen, spektakuläre Felsritzungen aus der Steinzeit. Da Irina jedoch aufgrund ihrer Arbeit verhindert ist, fährt Laura allein. Die Fahrt auf der Murmanbahn soll über zwei Tage dauern.
Im Zug muss sie das ihr zugewiesene Zweite-Klasse-Abteil Nr. 6 mit dem Russen Ljocha teilen, der im Bergwerk von Murmansk Arbeit finden will. Als er anfängt, sich zu betrinken, fragt er Laura, was „Ich liebe Dich!“ auf Finnisch heißt. Sie sagt ihm einen Satz, dessen wahre Bedeutung jedoch nur der Zuschauer im Untertitel sehen kann, denn es bedeutet „Scher' dich zum Teufel!“. Schließlich fragt Ljocha ganz unverblümt und schon sehr alkoholisiert, ob sie ihm, Zitat: „Ihre Muschi verkaufen will.“ Um dieser unangenehmen Situation aus dem Weg zu gehen, meidet sie ihr Abteil, bis Ljocha einschläft. Es gelingt ihr auch nicht, mittels angebotenem Schmiergeld an die Zugbegleiterin in ein anderes Abteil umziehen zu können.
Als der Zug in Sankt Petersburg hält, will Laura die Reise abbrechen und nach Moskau zurückkehren. Aber nach einem Telefonat mit Irina, in dem ihr klar wird, dass diese sie nicht vermisst, fährt sie doch weiter. Bis zum nächsten Halt fährt eine dreiköpfige Familie in ihrem Abteil mit, die offensichtlich die Atmosphäre entspannt. Ljocha und Laura kommen danach doch noch ins Gespräch.
Beim nächsten Halt bleibt der Zug die ganze Nacht über stehen. An diesem Ort wohnt Ljochas Großmutter. Er lädt Laura ein, mit ihm die Nacht in ihrem Haus zu verbringen. Laura lehnt zunächst ab, willigt dann aber ein, als Ljocha hartnäckig bleibt. Sie trinken miteinander reichlich Wodka und schaffen es am nächsten Morgen gerade noch rechtzeitig zurück zum Zug.
Als Laura bei einem weiteren Halt einen heißen Tee holt, bemerkt sie, wie ein Finne von der Zugbegleiterin abgewiesen wird, weil er kein Ticket für ein Abteil hat – er versteht allerdings kein Russisch. Laura lädt ihn ein, in ihr Abteil zu kommen. Ljocha missfällt der neue Gast, doch Laura freundet sich schnell mit ihm an, denn er spielt sehr gut Gitarre. Kurz vor der Nacht verlässt er den Zug wieder. Nach seiner Verabschiedung merkt Laura, dass er ihre Videokamera gestohlen hat. Das macht sie sehr traurig, weil auf dieser all ihre Erinnerungen an Moskau gespeichert waren. Trotz seiner noch kurz zuvor gezeigten Eifersucht wegen Lauras Seitenhieb bedauert nun Ljocha das unschöne Vorkommnis ebenfalls.
Kurz vor der Endstation kommen sich Ljocha und Laura schließlich doch noch etwas näher. Es beginnt ein Wechselspiel zwischen Anziehung und Zurückweisung. Sie gehen sogar zusammen ins Zugrestaurant zum Abendessen. Laura offenbart Ljocha, dass sie ihn heimlich beim Schlafen gemalt hat und fordert ihn auf, auch sie zu malen. Er beginnt, will sein Bild aber nicht vorzeigen. Nach weiteren Irritationen kommt es im Abteil Nr. 6 zu einer innigen Umarmung und zum Kuss. Laura will die Kontaktdaten austauschen, Ljocha wehrt aber ab. In Murmansk angekommen verlassen beide den Zug und gehen in verschiedene Richtungen auseinander.

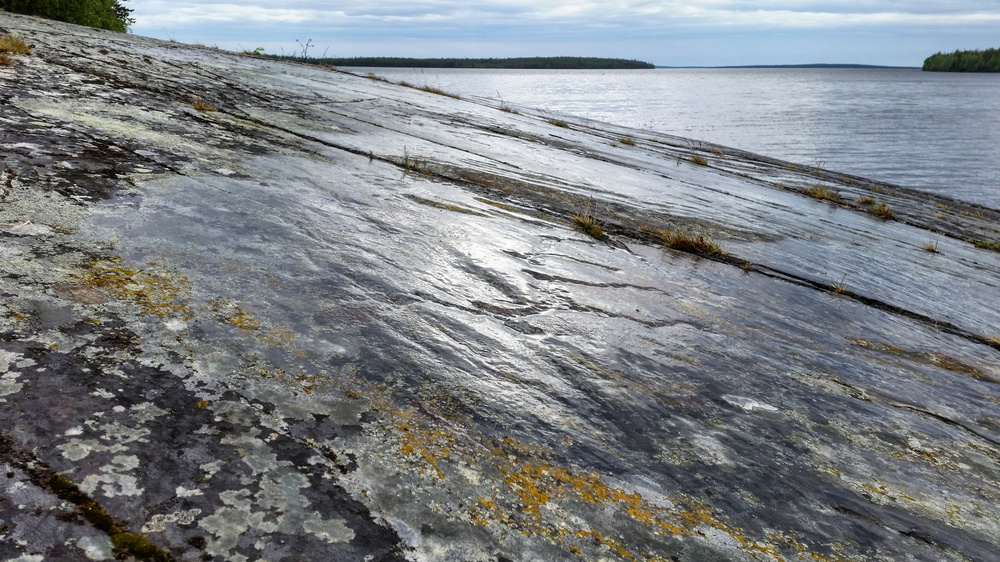
Ljocha bringt Laura letztlich zu den Kanosero-Petroglyphen

In der Stadt erkundigt sich Laura, wie sie zu den Petroglyphen kommen kann. Sie erfährt jedoch, dass es im Winter keinen befahrbaren Weg gibt. Bei einem weiteren Telefonat mit Irina, der sie unbedingt die schlechte Nachricht mitteilen will, bemerkt Laura, dass diese daran eigentlich nicht interessiert ist. Laura fährt mit dem Taxi zu dem Bergwerk, in dem Ljocha arbeitet, und gibt dort einen Zettel mit ihrer Adresse für ihn ab. Daraufhin kommt er zu ihrem Hotel und bietet ihr seine Hilfe an, um zu den Petroglyphen zu gelangen. Sie lassen sich von einem Freund Ljochas mit dem Auto zum Kanosero-See fahren; dort überreden sie Arbeiter, sie über den See zu den Petroglyphen zu bringen, obwohl erst am Vortag jemand bei einer stürmischen Überfahrt auf dem Wasser verunglückt ist. Laura entdeckt die Inschriften und ist glücklich. Beide sind gelöst und toben im Schnee umher. Auf dem Rückweg kommen sie in einen Schneesturm, was das Paar aber offensichtlich nicht stört. Zurück beim Bergwerk verlässt Ljocha das Taxi, hält aber nochmals zurückblickend inne: Laura entschließt sich allerdings nicht, auszusteigen. Er hinterlässt ihr jedoch über seinen Freund seine Zeichnung von ihr aus dem Zug. Ljocha hat auf die Rückseite der Zeichnung den Satz auf Finnisch „Scher' dich zum Teufel!“ geschrieben. Doch nur Laura kennt den wahren Sinn des Satzes, der eigentlich „Ich liebe Dich!“ bedeuten sollte. Dieses nette Missverständnis amüsiert sie sichtlich auf ihrer Rückfahrt nach Moskau.

## Produktion
Der Film basiert auf dem Roman Hytti nro 6 von Rosa Liksom aus dem Jahr 2011. Regie führte Juho Kuosmanen, der gemeinsam mit Andris Feldmanis und Livia Ulman die Romanvorlage lose adaptierte. Während die Reise im Roman in die Mongolei führte, sind die Protagonisten im Film auf dem Weg von Moskau ins nordrussische Murmansk und damit in eine Region, um die es zwischen Russland und Finnland immer wieder Konflikte gab. Michael Meyns erklärt in seiner Kritik, um das fragile Verhältnis der Nationen und damit auch das Verhältnis Lauras zu Ljochas zu verstehen, helfe es zu wissen, dass Finnland gut einhundert Jahre russisches Großfürstentum mit weitreichender Autonomie war. Finnland wurde erst nach der Gründung der Sowjetunion zum ersten Mal in seiner Geschichte vollständig unabhängig und entging dann in der Spätphase des Zweiten Weltkriegs nur knapp dem Schicksal, das die baltischen Staaten ereilte, die von der Sowjetunion besetzt wurden.
In den Rollen von Laura und Ljocha, die sich das titelgebende Abteil teilen, sind Seidi Haarla und Juri Borissow zu sehen. Julija Aug spielt die Schaffnerin Natalia, Tomi Alatalo ihren kurzzeitig Mitreisenden, den Gitarre spielenden Finnen Sascha und Lidia Kostina Ljochas Pflegemutter Lidia. Dinara Drukarova ist in der Rolle von Lauras Freundin Irina zu sehen.
Die deutsche Synchronisation entstand nach der Dialogregie von Andreas Müller im Auftrag der Rotor Film Frühmorgen & Lehmann OHG, Potsdam.
Der Film verwendet Musik, die Anfang der 1990er Jahre populär war, so den Eurodance-Klassiker Voyage, voyage von Desireless, der international ein großer Erfolg war und im Film dreimal zu hören ist, auch während des Abspanns.
Die Premiere erfolgte am 10. Juli 2021 bei den Internationalen Filmfestspielen von Cannes, wo der Film um die Goldene Palme konkurrierte und den Großen Preis der Jury erhielt. Im August 2021 wurde er beim Karlovy Vary International Film Festival gezeigt, im September 2021 beim Toronto International Film Festival und beim Zurich Film Festival. Am 29. Oktober 2021 kam er in die finnischen und am 3. Dezember 2021 in die estnischen Kinos. In Deutschland war der Film erstmals im November 2021 beim Filmfestival Cottbus zu sehen. Im Dezember 2021 wurde er bei Around the World in 14 Films gezeigt. Der Kinostart in der Deutschschweiz erfolgte am 3. März 2022, in Deutschland am 31. März 2022 und am darauffolgenden Tag in Österreich.
Wegen des Ende Februar 2022 begonnenen Russischen Überfalls auf die Ukraine wurde der Film wie auch weitere russische Produktionen aus dem Programm einiger Filmfeste gestrichen. In Deutschland erwog die Kinokette Cinestar eine Streichung des Films aus dem Programm, entschied sich aber letztlich dagegen.

## Rezeption

### Kritiken
Der Film konnte bislang 93 Prozent aller bei Rotten Tomatoes erfassten Kritiker überzeugen und erhielt hierbei eine durchschnittliche Bewertung von 7,6 der möglichen 10 Punkte. Auf Metacritic erhielt der Film einen Metascore von 80 von 100 möglichen Punkten.
Die Variety-Kritikerin Jessica Kiang lobte vor allem die schauspielerischen Leistungen der beiden Hauptdarsteller und nannte den Film eine „zutiefst entzückende“ Reise in eine Zeit vor der digitalen Revolution, in der jeder ein Handy in der Tasche hat und wir „die Fähigkeit verloren haben, jemals wirklich allein zu sein“.
Kritischer sah Joachim Kurz den Film in seiner Rezension für kino-zeit.de. Abteil Nr. 6 sei ein Film über „kulturelle Unterschiede und Annäherungen“, der vor allem zu Beginn „ziemlich lustig“ sei. Die Hauptfiguren hätten unterschiedliche Nationalitäten und Interessen und stammten aus verschiedenen sozialen Klassen, aber „bei aller Sympathie des Regisseurs für seine Figuren“ würden beide schlicht überhaupt nicht zusammenpassen. Für den Zuschauer bleibe unklar, was diese beiden Figuren über die eigentliche Reise hinaus zusammenhalten solle.
Die Süddeutsche Zeitung bezeichnete den Film als „hinreißend komisches Roadmovie über zwischenmenschliche Missverständnisse und die heilsame Aufrichtigkeit echter Freundschaft.“

### Themen und Motive
Michael Meyns schreibt in seiner Funktion als Filmkorrespondent der Gilde deutscher Filmkunsttheater, Laura und Ljocha verkörperten in Kuosmanens Adaption die Vertreter zweier Nachbarstaaten, die jahrzehntelang in einem engen, aber auch sehr fragilen Verhältnis gelebt hätten. Die kulturellen Unterschiede des Duos, ihre Vorurteile, aber auch die Ähnlichkeiten würden auf der langen Zugfahrt auf subtile Weise deutlich. So zurückgenommen Laura dabei agiere, so burschikos, fast grob, agiere Ljocha. Man könne diese Typisierung aber sicher nicht 1:1 auf die Nationen als Ganzes übertragen. Der episodische Reisefilm, ein Roadmovie auf Schienen, erzähle auf subtile Weise von der Annäherung zweier Menschen, die während einer langen Reise entdecken, dass sie viel mehr gemeinsam haben, als sie trennt.
Sebastian Seidler von epd Film schreibt, Juho Kuosmanen verzichte in seinem Film auf die genretypischen großen Wendungen und pathetischen Einsichten während einer Reise, die man sonst gewohnt ist. Abteil Nr. 6 sei einer dieser Liebesfilme für Leute, die Liebesfilme hassen, so Seidler weiter, vor allem aber sei es ein Film über Klassenunterschiede und Vorurteile, über die Sehnsucht danach, jemand anders zu sein und die Rollen, die wir dabei spielten.

### Auszeichnungen
Der Film Compartment No. 6 wurde von Finnland als offizieller Beitrag für die Oscarverleihung 2022 in der Kategorie Bester Internationaler Film eingereicht und im Dezember 2021 in die Shortlist mit 15 weiteren Filmen in dieser Kategorie aufgenommen. Insgesamt wurden 93 Filme eingereicht. Im Folgenden weitere Nominierungen und Auszeichnungen:
APKiT Awards 2022 (The Association of Cinema and TV Producers)
- Nominierung als Bester Film (Jussi Rantamäki, Riina Sildos, Natalya Drozd, Sergey Selyanov, Jamila Wenske, Juho Kuosmanen)

British Independent Film Awards 2021
- Nominierung als Bester internationaler Independent-Film

César 2022
- Nominierung als Bester ausländischer Film (Juho Kuosmanen)

Chlotrudis Award 2023
- Auszeichnung als Bester Film in der Kategorie „Buried Treasure“ (Juho Kuosmanen)
- Nominierung für das Beste Drehbuch (Andris Feldmanis, Livia Ulman und Juho Kuosmanen)

Días de Cine Awards 2023
- Nominierung als Bester ausländischer Darsteller (Juri Borissow)

Europäischer Filmpreis 2021
- Nominierung als Bester Film
- Nominierung als Beste Darstellerin (Seidi Haarla)
- Nominierung als Bester Darsteller (Juri Borissow)

El Gouna Film Festival 2021
- Nominierung für den Golden Star in der Kategorie „Feature Narrative Competition“ (Juho Kuosmanen)[26]

Film Festival Cottbus – FFC 2021
- „Cottbus ins Kino“ – Preis zur Förderung des Verleihs eines Festivalfilms (Preis an den eksystent Filmverleih)[27]

Golden Globe Awards 2022
- Nominierung als Bester fremdsprachiger Film

Göteborg International Film Festival 2022
- Nominierung im Nordic Competition
- Auszeichnung mit dem FIPRESCI-Preis
- Auszeichnung als Beste Schauspielerin (Seidi Haarla)[28][29]

Independent Spirit Awards 2022
- Nominierung als Bester internationaler Film[30]

International Cinematographers' Film Festival „Manaki Brothers“ 2021
- Auszeichnung mit dem Filmpreis Golden Camera 300 (Jani-Petteri Passi)[31]

International Cinephile Society Awards 2022
- Nominierung für die Beste Nebenrolle (Juri Borissow)

Internationale Filmfestspiele von Cannes 2021
- Nominierung für die Goldene Palme (Juho Kuosmanen)
- Nominierung für die Queer Palm (Juho Kuosmanen)
- Auszeichnung mit dem Großen Preis der Jury (Juho Kuosmanen)
- Lobende Erwähnung der Ökumenischen Jury (Juho Kuosmanen)[32]

Jerusalem Film Festival 2021
- Auszeichnung mit „The Nechama Rivilin Award“ als Bester internationaler Film[33]

Jerusalem Film Festival 2022
- Nominierung für Bestes Sound-Design (Pietu Korhonen)
- Nominierung für die Beste Nebenrolle (Tomi Alatalo, Juho Kuosmanen)
- Nominierung als Beste Hauptdarsteller (Juri Borissow, Seidi Haarla)
- Nominierung für Bestes Kostüm-Design (Jaanus Vahtra)

Jussi 2022
- Auszeichnung als Bester Film
- Auszeichnung für die Beste Regie (Juho Kuosmanen)
- Auszeichnung als Beste Hauptdarstellerin (Seidi Haarla)
- Auszeichnung für das Beste Drehbuch (Andris Feldmanis, Livia Ulman und Juho Kuosmanen)
- Auszeichnung für die Beste Kamera (Jani-Petteri Passi)
- Auszeichnung für das Beste Make-up (Liina Pihel)
- Auszeichnung für den Besten Filmschnitt (Jussi Rautaniemi)
- Auszeichnung in der Kategorie Artwork (Kari Kankaanpää)[34]

Nika Awards 2022 (Russian Academy of Cinema Arts and Science)
Mit Mir neuen Gästen einer kann Generation ö11
- Nominierung als Bester Film

Palm Springs International Film Festival 2022
- Nominierung für den FIPRESCI-Preis als Bester fremdsprachiger Film[35]

Premio Sergio Amidei 2022
- Auszeichnung als Bester Film (Andris Feldmanis, Juho Kuosmanen, Rosa Liksom, Livia Ulman)[36]

Russian Guild of Film Critics 2022
- Nominierung als Bester Hauptdarsteller (Juri Borissow)

Satellite Awards 2022 (Los Angeles, Kalifornien, USA)
- Nominierung als Bester internationaler Film

São Paulo International Film Festival 2021
- Auszeichnung als Bester Hauptdarsteller (Juri Borissow)
- Nominierung als Bester Film in der Kategorie „New Directors Competition“ (Juho Kuosmanen)

Spirit Awards Independent Film 2022 (Santa Monica, Kalifornien, USA)
- Nominierung als Bester internationaler Film

SIYAD Awards 2022 (Turkish Film Critics Association)
- Nominierung als Bester internationaler Film

Valladolid International Film Festival 2021
- Auszeichnung als Bester Hauptdarsteller (Juri Borissow)
- Nominierung für den Golden Spike als Bester Film (Juho Kuosmanen)